# Rhododendron alticolum
Rhododendron alticolum är en ljungväxtart som beskrevs av Herman Otto Sleumer. Rhododendron alticolum ingår i släktet rododendron, och familjen ljungväxter. Inga underarter finns listade i Catalogue of Life.